# Chartularchronik
Die Chartularchronik ist eine besondere Form der mittelalterlichen Historiographie. Sie verbindet erzählende Abschnitte mit den Texten zahlreicher Urkunden, meist auf der Grundlage eines Chartulars. In der Regel sind die Urkunden chronologisch angeordnet, es können aber auch Dokumente zu bestimmten Besitzkomplexen zusammen behandelt werden. Diese Gattung wird für die Darstellung der Gründungsgeschichte von Klöstern häufiger verwendet.
Neben den Acta Murensia gehören die Chroniken von Zwiefalten und Petershausen oder der Liber aureus aus der Reichsabtei Echternach dieser Gattung an. Besonders verbreitet ist die Form in Italien. Neben dem Regestum Pharphense des Gregor von Catino sind die Chroniken von Casauria, Carpineto oder San Vincenzo al Volturno als Beispiele zu nennen.